# Kevin Briggs
Kevin Briggs, também conhecido como "Sheks'pere", é um compositor e produtor musical norte americano. Conhecido por ter produzido o êxito "No Scrubs" (1999), single do grupo TLC, assim como várias canções do seu álbum The Writing's on the Wall (1999), do grupo Destiny's Child. Ele também compôs canções para Mariah Carey, Pink, Whitney Houston, Mýa, entre muitos outros intérpretes.